# Claude Tresmontant

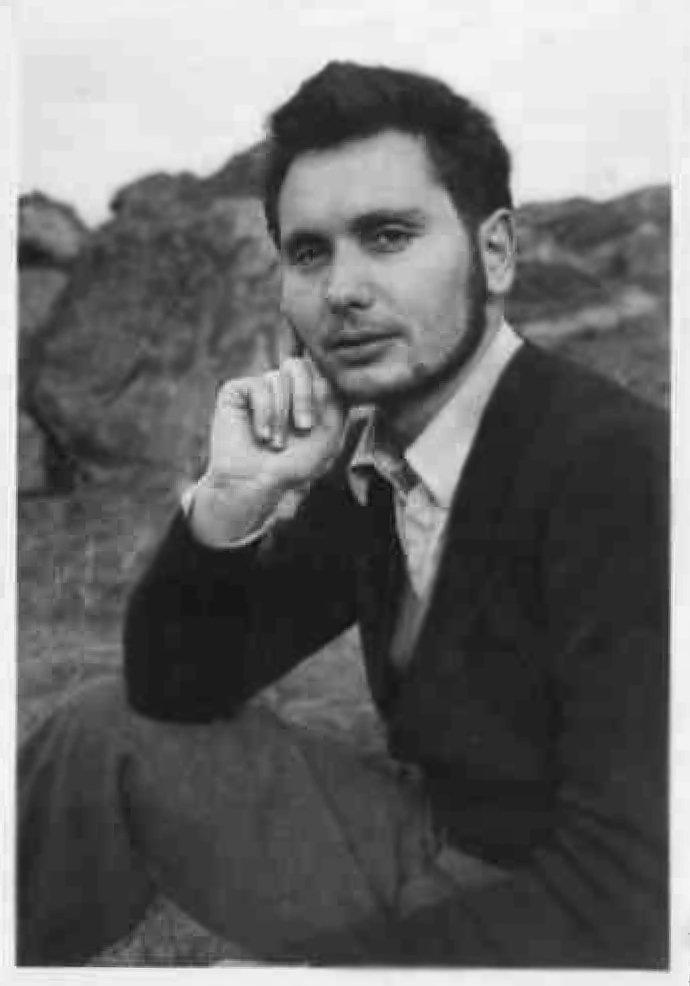
Tresmontant, lata 50.

Claude Tresmontant (ur. 1925, zm. 1997) – francuski filozof, teolog i hellenista. Wykładał filozofię średniowieczną i filozofię nauki na Sorbonie. Członek Académie des Sciences Morales et Politiques. Laureat nagrody im. Maxymiliana Kolbe w 1973 i Grand Prix Académie des Sciences Morales et Politiques za cały dorobek w 1987.

## Poglądy
Chrześcijaństwo jest dla Tresmontanta „główną teorią rzeczywistości”. Wyjaśnia ono istnienie tego, co jest, w przeciwieństwie do nauk doświadczalnych, które umożliwiają nam rozpoznanie natury tego, co jest. Dowiedzenie istnienia Boga jest możliwe. Teologia oparta na Słowie Bożym powinna udowodnić dwie przesłanki:
1. Istnieje transcendentny, absolutny byt, stworzyciel Nieba i Ziemi, którego możemy nazywać Bogiem;
2. Ten byt przemówił do nas, objawił się nam.

Tresmontant znajduje racje istnienia Boga w czterech analizach: astrofizycznej (dlaczego istnieje przestrzeń kosmiczna?), biochemicznej (dlaczego geny przenoszą informacje?), genetycznej (dlaczego suma genetycznej informacji wzrasta?) oraz antropologicznej (dlaczego istnieją ludzkie istoty?).
Chrystus przynosi nowy program dla ludzkiego umysłu. Nowy w stosunku do tego, który zawarty jest w ludzkim mózgu (peleocortex).
Tresmontant obawiał się modernistycznego chrześcijańskiego irracjonalizmu, który nazywał „patologią chrześcijaństwa”.

## Główne dzieła
- Gospel of Matthew, Translation and Notes,
- A Study of Hebrew Thought (wyd. polskie Esej o myśli hebrajskiej, Kraków 1995),
- Christian Metaphysics,
- Saint Paul and the Mystery of Christ,
- Pierre Teilhard de Chardin–His Thought,
- Towards the Knowledge of God,
- The Origins of Christian Philosophy,
- Problem istnienia Boga, Warszawa 1970,
- Jezus naucza, Warszawa 1973,
- Problem duszy, Warszawa 1973.